# 74 Геркулеса
74 Геркулеса (лат. 74 Herculis, HD 157325) — двойная звезда в созвездии Геркулеса на расстоянии приблизительно 568 световых лет (около 174 парсек) от Солнца. Видимая звёздная величина звезды — +5,504m.

## Характеристики
Первый компонент — оранжево-красный гигант спектрального класса M0III, или M3, или K2. Масса — около 1,69 солнечной, радиус — около 63,595 солнечных, светимость — около 489,056 солнечных. Эффективная температура — около 3700 K.
Второй компонент — коричневый карлик. Масса — около 24,2 юпитерианских. Удалён в среднем на 1,703 а.е..